# Liste von Animationsfilmen in der DDR
Diese Liste enthält Puppentrickfilme, Zeichentrickfilme und weitere Animationsfilme, die in der DDR zwischen 1950 und 1990 entstanden. Großteils stammen sie aus dem DEFA-Studio für Trickfilme in Dresden.

## Animationsfilme
(Abkürzungen: F = Flachfigurenfilm, P = Puppentrickfilm, H = Handpuppenfilm, S = Silhouettenfilm, Z = Zeichentrickfilm, R = Realfilm; DEFAdok = DEFA-Studio für Dokumentarfilme, DEFApop = DEFA-Studio für populärwissenschaftliche Filme)
| Jahr | Titel                                                           | Regie                                                                           | Art     | Bemerkungen |
| ---- | --------------------------------------------------------------- | ------------------------------------------------------------------------------- | ------- | --- |
| 1951 | Wolf und Füchsin                                                | Johannes Hempel                                                                 | P       | Eigenproduktion, erster Trickfilm in der DDR, erster sorbischer Trickfilm |
| 1952 | Oskar Kulicke und der Pazifist                                  | Kurt Weiler                                                                     | P       | hergestellt vom Jugendaktiv der Freien Deutschen Jugend Berlin |
| 1952 | Heiner Wipp                                                     | Alfred Siegert                                                                  | H       | |
| 1952 | Zacha-Rias                                                      | Bruno J. Böttge                                                                 | S       | DEFApop (Halle/Saale), nur intern vorgeführt; heute verschollen |
| 1952 | Die Krähe und der Fuchs                                         | Bruno J. Böttge                                                                 | S       | DEFApop (Halle/Saale), nur intern vorgeführt; nach der gleichnamigen Fabel von Iwan Andrejewitsch Krylow                                                                         |
| 1953 | Hemmschuh                                                       | Johannes Hempel                                                                 | P       | DEFApop |
| 1953 | Frau Holle                                                      | Johannes Hempel                                                                 | P       | DEFApop, Märchenverfilmung nach den Brüdern Grimm |
| 1953 | Der Wolf und die sieben Geißlein                                | Bruno J. Böttge                                                                 | S       | DEFApop, Märchenverfilmung nach den Brüdern Grimm |
| 1953 | Die Streichholzballade                                          | Johannes Hempel                                                                 | P       | DEFApop, Satire über Versorgungsprobleme in der DDR |
| 1954 | Katzenmusik                                                     | Lothar Barke                                                                    | Z       | DEFApop |
| 1954 | Till Eulenspiegel und der Bäcker von Braunschweig               | Johannes Hempel                                                                 | P       | DEFApop |
| 1954 | Der Teufel und der Drescher                                     | Bruno J. Böttge                                                                 | S       | DEFApop, Verfilmung eines mecklenburgischen Märchens |
| 1955 | Die Geschichte vom Sparschweinchen                              | Klaus Georgi, Otto Sacher, Christl Wiemer, Hans-Ulrich Wiemer, Helmut Barkowsky | Z       | DEFApop, Film der Ateliergemeinschaft „Wir fünf“ (alle ausgebildet an der Burg Giebichenstein Kunsthochschule Halle)                                                             |
| 1955 | Knirps und der Fischräuber                                      | Erich Hammer                                                                    | H       | DEFApop |
| 1955 | Blinder Alarm                                                   | Johannes Hempel                                                                 | P       | DEFApop |
| 1955 | Die Bremer Stadtmusikanten                                      | Bruno J. Böttge                                                                 | S       | DEFApop, Märchenverfilmung nach den Brüdern Grimm |
| 1955 | Die Wippe                                                       | Kurt Weiler                                                                     | P       | DEFApop |
| 1955 | Das Gespenst im Dorf                                            | Erich Hammer                                                                    | H       | |
| 1955 | Ausgang erlaubt                                                 | Herbert K. Schulz                                                               | P       | |
| 1956 | Katz und Maus                                                   | Lothar Barke                                                                    | Z       | Märchenverfilmung nach den Brüdern Grimm |
| 1956 | Die gestohlene Nase                                             | Kurt Weiler                                                                     | P       | |
| 1956 | Till Eulenspiegel als Türmer                                    | Johannes Hempel                                                                 | P       | |
| 1956 | Frechheit siegt nicht                                           | Bruno J. Böttge                                                                 | S       | |
| 1956 | Fuchs bleibt Fuchs                                              | Erich Hammer                                                                    | H       | |
| 1956 | Die Geschichte von den Windgeistern                             | Klaus Georgi                                                                    | Z       | |
| 1956 | Der kleine Häwelmann                                            | Herbert K. Schulz, Rolf Cichon                                                  | P, R    | erster DEFA-Animationsfilm mit Realteil; Verfilmung nach der gleichnamigen Novelle von Theodor Storm                                                                             |
| 1956 | Das vergessene Püppchen                                         | Johannes Hempel                                                                 | P       | |
| 1956 | Der Wettlauf zwischen Hase und Igel                             | Bruno J. Böttge                                                                 | S       | Märchenverfilmung nach den Brüdern Grimm |
| 1956 | Wer rastet, der rostet                                          | Otto Sacher                                                                     | Z       | |
| 1956 | Mittagessen im Hofe                                             | Gerda Zückler-Hammer                                                            | H       | erster eigenständiger DEFA-Trickfilm einer Regisseurin; Verfilmung einer Erzählung von Johann Peter Hebel                                                                        |
| 1956 | Köpfchen Köpfchen                                               | Klaus Georgi                                                                    | Z       | |
| 1956 | Eine unglaubliche Geschichte                                    | Kurt Weiler                                                                     | P       | |
| 1956 | Der kluge Bauer                                                 | Erich Hammer                                                                    | H       | |
| 1956 | Vom Hasen, der nicht lernen wollte                              | Lothar Barke                                                                    | Z       | |
| 1956 | König Drosselbart                                               | Bruno J. Böttge                                                                 | S       | Märchenverfilmung nach den Brüdern Grimm |
| 1956 | Das Strichmännchen                                              | Lothar Barke, Wernfried Hübel                                                   | Z, R    | Zusammenarbeit von DEFAtrick und DEFAdok |
| 1957 | Die Geschichte des Graumännchens                                | Bruno J. Böttge                                                                 | S       | |
| 1957 | Die Zauberschere                                                | Bruno J. Böttge                                                                 | S       | |
| 1957 | Bauer Sorglos                                                   | Johannes Hempel                                                                 | P       | |
| 1957 | Der heimliche Weg                                               | Kurt Weiler                                                                     | P       | |
| 1957 | Des Kaisers neue Kleider                                        | Herbert K. Schulz                                                               | P       | Märchenverfilmung nach Hans Christian Andersen |
| 1957 | Petz der Bär                                                    | Christl Wiemer                                                                  | Z       | |
| 1957 | Prinzessin Springwasser                                         | Bruno J. Böttge                                                                 | S       | Verfilmung eines irischen Volksmärchens |
| 1957 | Vom Löwen und den Mäusen                                        | Otto Sacher                                                                     | Z       | |
| 1957 | Spuk im Atelier                                                 | Johannes Hempel                                                                 | P, R    | einige Mitarbeiter des DEFA-Studios für Trickfilme übernahmen Rollen vor der Kamera                                                                                              |
| 1957 | Fips der Störenfried                                            | Johannes Hempel                                                                 | P       | |
| 1957 | Die Straße ist kein Spielplatz                                  | Hans-Ulrich Wiemer                                                              | P       | |
| 1957 | Die Wette                                                       | Erich Hammer                                                                    | H       | |
| 1957 | Schnaken und Schnurren, Teil 1: Die Rutschpartie/Der hohle Zahn | Johannes Hempel                                                                 | P       | Verfilmung nach Wilhelm Busch |
| 1957 | Schnaken und Schnurren, Teil 2: Das Rabennest                   | Johannes Hempel                                                                 | P       | Verfilmung nach Wilhelm Busch |
| 1957 | Bimbo                                                           | Erich Hammer                                                                    | H       | |
| 1957 | Das Zauberfaß                                                   | Herbert K. Schulz                                                               | P       | Verfilmung eines chinesischen Märchens |
| 1957 | Ernte gut – alles gut                                           | Klaus Georgi                                                                    | Z       | |
| 1957 | Die Geschichte von den fünf Brüdern                             | Kurt Weiler                                                                     | P       | |
| 1957 | Das Tintenteufelchen                                            | Christl Wiemer                                                                  | Z       | |
| 1957 | Wenn der Regenmann schläft                                      | Erich Hammer                                                                    | H       | Verfilmung des Märchens Die Regentrude von Theodor Storm |
| 1958 | Der Wunschring                                                  | Bruno J. Böttge                                                                 | S       | |
| 1958 | Der Wunderdoktor                                                | Herbert K. Schulz                                                               | P       | |
| 1958 | Kann ein Huhn so was tun?                                       | Lothar Barke                                                                    | Z       | |
| 1958 | Käpt'n Spatz                                                    | Kurt Weiler                                                                     | P       | |
| 1958 | Jorinde und Joringel                                            | Johannes Hempel                                                                 | P       | Märchenverfilmung nach den Brüdern Grimm |
| 1958 | Ferienerlebnisse                                                | Otto Sacher                                                                     | Z       | |
| 1958 | Der Wunderbogen                                                 | Herbert K. Schulz                                                               | P       | |
| 1958 | Das konnte schief gehen                                         | Bruno J. Böttge                                                                 | S       | |
| 1958 | Das Geburtstagsgeschenk                                         | Otto Sacher                                                                     | Z       | |
| 1958 | Teddy Brumm                                                     | Günter Rätz                                                                     | P       | Verfilmung des gleichnamigen Kinderbuchs von Nils Werner und Heinz Behling |
| 1959 | Däumelinchens Abenteuer                                         | Christl Wiemer                                                                  | Z       | |
| 1959 | Fuchs und Igel                                                  | Hans-Ulrich Wiemer                                                              | P       | Verfilmung nach Wilhelm Buschs gleichnamiger Tierfabel |
| 1959 | Spuk im Schloß                                                  | Erich Hammer                                                                    | H       | |
| 1959 | Das Faschingskostüm                                             | Kurt Weiler                                                                     | P       | |
| 1959 | Petras blaues Kleid                                             | Johannes Hempel                                                                 | P, R    | |
| 1959 | Pinnocchios Abenteuer                                           | Carl Schröder, Erich Günther                                                    | H       | Verfilmung nach Carlo Collodis Buchvorlage |
| 1959 | Ich sehe das so!                                                | Bruno J. Böttge                                                                 | F       | |
| 1959 | In den Sack gesteckt                                            | Erich Hammer                                                                    | H       | |
| 1959 | Sechse kommen durch die ganze Welt                              | Lothar Barke                                                                    | Z       | Märchenverfilmung nach den Brüdern Grimm |
| 1959 | Blaue Mäuse gibt es nicht                                       | Klaus Georgi                                                                    | Z       | |
| 1959 | Tante Minna und der polytechnische Unterricht                   | Lothar Barke                                                                    | Z       | |
| 1959 | Gleich links hinterm Mond                                       | Günter Rätz                                                                     | P       | nach einem Hörspiel von Walter Karl Schweickert |
| 1959 | Der Geisterbeschwörer                                           | Gerda Zückler-Hammer                                                            | H       | |
| 1959 | Vom mutigen Hans                                                | Klaus Georgi, Katja Georgi                                                      | P, Z    | Märchenverfilmung nach den Brüdern Grimm |
| 1959 | Abenteuer im All                                                | Hans-Ulrich Wiemer                                                              | P       | Science-Fiction-Film |
| 1959 | Luftpost                                                        | Klaus Georgi                                                                    | Z       | |
| 1960 | Der gefoppte Kobold                                             | Christl Wiemer                                                                  | Z       | |
| 1960 | Galavorstellung                                                 | Erich Hammer                                                                    | H       | |
| 1960 | Rumpelstilzchen                                                 | Bruno J. Böttge                                                                 | S       | Märchenverfilmung nach den Brüdern Grimm |
| 1960 | Die Prinzessin auf der Erbse                                    | Katja Georgi                                                                    | P       | Märchenverfilmung nach Hans Christian Andersen |
| 1960 | Warum jeder ein Körnchen Wahrheit besitzt                       | Bruno J. Böttge                                                                 | S       | Verfilmung eines ghanaischen Märchens |
| 1960 | Der Löwenschreck                                                | Otto Sacher                                                                     | Z       | |
| 1960 | Der ungeschickte kleine Elefant                                 | Günter Rätz                                                                     | P       | |
| 1960 | Raubritters Landfahrt                                           | Jörg d'Bomba                                                                    | P       | nach einer Erzählung von Richard Hambach |
| 1960 | Sensation des Jahrhunderts                                      | Otto Sacher                                                                     | Z       | |
| 1960 | Der rechte Barbier                                              | Jörg d'Bomba                                                                    | H       | Verfilmung der gleichnamigen Ballade von Adelbert von Chamisso |
| 1960 | König der Tiere                                                 | Günter Rätz                                                                     | P       | |
| 1960 | Der Zweikampf                                                   | Bruno J. Böttge                                                                 | S, R    | |
| 1960 | Der größte Esel                                                 | Gerda Hammer-Wallburg                                                           | H       | |
| 1960 | Hugo Leichtsinn geht um (1. Teil)                               | Christl Wiemer                                                                  | Z       | |
| 1960 | Alle helfen Teddy                                               | Monika Anderson                                                                 | P       | |
| 1960 | Das Wolkenschaf                                                 | Katja Georgi                                                                    | P       | |
| 1960 | Alarm im Kasperletheater                                        | Lothar Barke                                                                    | Z       | Verfilmung des gleichnamigen Kinderbuchs von Heinz Behling und Nils Werner |
| 1960 | Das Lied von der Taube                                          | Günter Rätz                                                                     | P       | |
| 1961 | Wer ist der Stärkste?                                           | Erich Hammer                                                                    | H       | |
| 1961 | Hugo Leichtsinn geht um (2. Teil)                               | Hans-Ulrich Wiemer                                                              | Z       | |
| 1961 | Wettbewerb der Dorftiere                                        | Klaus Georgi                                                                    | Z       | |
| 1961 | Die kluge Bauerntochter                                         | Wolfgang Bergner                                                                | H       | |
| 1961 | Krawall im Stall                                                | Walter Später                                                                   | H       | |
| 1961 | Die Sage vom verschwundenen Schacht                             | Jörg d'Bomba                                                                    | P       | |
| 1961 | Der tapfere Straßenbahnwagen                                    | Günter Rätz                                                                     | P       | |
| 1961 | Maus und Bleistift                                              | Otto Sacher                                                                     | Z       | |
| 1961 | Da helfen keine Pillen                                          | Bruno J. Böttge                                                                 | S       | |
| 1961 | Wie Bremsheini die Heinzelmännchen fand                         | Bruno J. Böttge                                                                 | S       | |
| 1961 | Um die Wurst                                                    | Otto Sacher                                                                     | Z       | |
| 1961 | Zwei Ziegen                                                     | Otto Sacher                                                                     | Z       | |
| 1961 | Tante Minna, ihr Hund und die Wissenschaft                      | Lothar Barke, Peter Voigt                                                       | Z       | |
| 1961 | Die Bewährungsfrist                                             | Walter Später                                                                   | H       | |
| 1961 | Die Geschichte vom Weihnachtsmann                               | Monika Anderson                                                                 | P       | |
| 1961 | Die seltsame Historia von den Schiltbürgern                     | Johannes Hempel                                                                 | P       | freie Verfilmung der Schildbürger-Schwänke, erster animierter Langfilm in der DDR                                                                                                |
| 1961 | … Daß euch da kein Licht aufgeht                                | Heinz Engelmann (He Hellerau)                                                   | Z       | |
| 1962 | Wir bauen eine Schule                                           | Jörg d'Bomba                                                                    | P       | |
| 1962 | Karli Kippe                                                     | Klaus Georgi                                                                    | Z       | |
| 1962 | Hugo Leichtsinn geht um (3. Folge)                              | Hans-Ulrich Wiemer                                                              | Z       | |
| 1962 | Der Roßdieb zu Fünssing                                         | Carl Schröder                                                                   | Z       | Verfilmung nach Hans Sachs |
| 1962 | Der verschwundene Helm                                          | Johannes Hempel                                                                 | P       | |
| 1962 | Befinden wechselhaft                                            | Klaus Georgi, Helmut Barkowsky                                                  | Z       | |
| 1962 | Hans Urian holt Brot                                            | Gerda Hammer-Wallburg                                                           | H       | |
| 1962 | Jochen Schlendrian                                              | Gerda Hammer-Wallburg                                                           | H       | |
| 1962 | Die schöne Olga                                                 | Monika Anderson                                                                 | P       | |
| 1962 | Eichhörnchen Pinselohr                                          | Bruno J. Böttge                                                                 | S       | Verfilmung des gleichnamigen Kinderbuchs von Nils Werner |
| 1962 | Die Kinder und das Kohlemännchen                                | Otto Sacher                                                                     | Z       | Verfilmung des Kinderbuchs Als sich die Kohle ärgerte von Ondřej Sekora |
| 1962 | Die Pyramide                                                    | Katja Georgi                                                                    | P, R    | |
| 1962 | Zwei Lieder                                                     | Werner Krauße                                                                   | P, F    | Ursprünglich ein Filmprojekt von Johannes Hempel, das diesem entzogen wurde. In einer stark zusammengekürzten Fassung beendete der Nachwuchs-Regisseur Werner Krauße den Film.   |
| 1963 | Der Wettlauf                                                    | Günter Rätz                                                                     | P       | erster Film mit den Drahtmännchen Kurz und Lang (Filopat und Patafil) |
| 1963 | Bootsmann auf der Scholle                                       | Werner Krauße                                                                   | P       | Verfilmung des gleichnamigen Kinderbuchs von Benno Pludra |
| 1963 | Der gelbe Dickbauch                                             | Hans-Ulrich Wiemer                                                              | Z       | Verfilmung des gleichnamigen Kinderbuchs von Hans-Dieter Kitzing |
| 1963 | Edelmarder                                                      | Carl Schröder                                                                   | H       | |
| 1963 | Die große Tasche                                                | Peter Voigt, Heinz Schwarzburger                                                | Z       | Verfilmung eines Kinderbuchs von Samuil Jakowlewitsch Marschak |
| 1963 | Das Märchen vom goldenen Schützen                               | Bruno J. Böttge                                                                 | S       | |
| 1963 | Unternehmen Proxima Centauri                                    | Jörg d’Bomba                                                                    | P       | Science-Fiction-Film |
| 1963 | Hans Huckebein, der Unglückliche                                | Hans-Ulrich Wiemer                                                              | Z       | Verfilmung nach Wilhelm Busch |
| 1963 | Das vergessene Bäumchen                                         | Hans-Ulrich Wiemer                                                              | Z       | |
| 1963 | Die Geschichte vom Vogel Tyo                                    | Christl Wiemer                                                                  | Z       | |
| 1963 | Bei uns im Dorf                                                 | Monika Anderson                                                                 | F       | |
| 1963 | Geburtstagsspuk                                                 | Gerda Hammer-Wallburg                                                           | H       | |
| 1963 | Der eiserne Heinrich                                            | Carl Schröder                                                                   | H       | |
| 1963 | Der Teufelstaler                                                | Katja Georgi                                                                    | H       | |
| 1963 | Zündhölzer                                                      | Katja Georgi                                                                    | Z       | |
| 1963 | Das Häschen und der Brunnen                                     | Ina Rarisch                                                                     | P       | |
| 1963 | Nur ein Märchen                                                 | Carl Schröder                                                                   | H       | |
| 1963 | Spiel mit, Fanti                                                | Christl Wiemer                                                                  | Z       | |
| 1963 | Die Henne mit den falschen Hühnchen                             | Bruno J. Böttge                                                                 | S       | |
| 1963 | Heiner und seine Hähnchen                                       | Klaus Georgi                                                                    | Z       | Verfilmung einer Geschichte von Benno Pludra |
| 1963 | Maß für Maß                                                     | Günter Rätz                                                                     | P       | |
| 1963 | Des Teufels ruß'ger Gesell                                      | Jörg d'Bomba                                                                    | P       | Verfilmung einer gleichnamigen Ballade von Franz Fühmann |
| 1963 | Miau                                                            | Lothar Barke                                                                    | Z       | Verfilmung einer Geschichte von Wladimir Grigorjewitsch Sutejew |
| 1963 | Nobi                                                            | Günter Rätz                                                                     | P       | Verfilmung eines Kinderbuchs von Ludwig Renn |
| 1963 | Der Schweinehirt                                                | Monika Anderson                                                                 | P       | Märchenverfilmung nach Hans Christian Andersen |
| 1963 | Die Bombe                                                       | Otto Sacher                                                                     | Z       | Film richtet sich inhaltlich gegen Atombomben und -tests. Da sich die politische Haltung dazu in der UdSSR während der Entstehungszeit änderte, wurde der Film nicht zugelassen. |
| 1964 | Aktive Erholung                                                 | Kurt Weiler                                                                     | P       | DEFApop |
| 1964 | Die Musici                                                      | Katja Georgi                                                                    | F, R, S | |
| 1964 | Der Teufel mit den drei goldenen Haaren                         | Carl Schröder                                                                   | H       | Märchenverfilmung nach den Brüdern Grimm |
| 1964 | Vom Bagger, der nicht warten wollte                             | Katja Georgi                                                                    | P       | |
| 1964 | Hugo Leichtsinn geht um (4. Folge)                              | Hans-Ulrich Wiemer                                                              | Z       | |
| 1964 | Gegner nach Maß                                                 | Bruno J. Böttge                                                                 | S       | |
| 1964 | Aprikosenbäumchen                                               | Lothar Barke                                                                    | Z       | |
| 1964 | Wenn zwei sich streiten...                                      | Werner Hammer                                                                   | H       | |
| 1964 | Wie Pumphut zu seinem Namen kam                                 | Jörg d’Bomba                                                                    | P       | |
| 1964 | Der Begleiter                                                   | Christl Wiemer                                                                  | Z       | |
| 1964 | Das tapfere Schneiderlein                                       | Kurt Weiler                                                                     | P       | |
| 1964 | Qualifizierung                                                  | Klaus Georgi                                                                    | Z       | |
| 1964 | Der Meister boxt                                                | Günter Rätz                                                                     | P       | |
| 1964 | Wie Pumphut sich einen Fisch angelte                            | Jörg d’Bomba                                                                    | P       | |
| 1964 | Zensurenschlacht                                                | Otto Sacher                                                                     | Z       | |
| 1964 | Der Einkauf                                                     | Helmut Barkowsky                                                                | Z       | |
| 1964 | Die Wunschmühle                                                 | Bruno J. Böttge                                                                 | S       | |
| 1964 | Die bunte Mütze                                                 | Carl Schröder                                                                   | H       | Verfilmung des gleichnamigen Kinderbuchs von Ingeborg Meyer-Rey |
| 1964 | Heute kommt der Weihnachtsmann                                  | Will Hamacher                                                                   | Z       | |
| 1964 | Dinge gibt’s, die gibt’s gar nicht (1. Teil)                    | Otto Sacher                                                                     | Z       | |
| 1965 | Der fliegende Großvater                                         | Lothar Barke                                                                    | Z       | Literaturverfilmung |
| 1967 | Der Apostel                                                     | Günter Rätz                                                                     | P       | |
| 1972 | Vater und die Kur                                               | Werner Kukula                                                                   | Z       | |
| 1977 | Die Suche nach dem Vogel Turlipan                               | Kurt Weiler                                                                     | P       | DEFAdok |
| 1981 | David und Goliath                                               | Sabine Meienreis                                                                | F, Z    | nicht zugelassen |
| 1982 | Die fliegende Windmühle                                         | Günter Rätz                                                                     | P       | dreijährige Entstehungszeit |
| 1983 | Copyright by Luther                                             | Lew Hohmann                                                                     | F, R    | |
| 1983 | Es waren einmal drei Schwestern...                              | Katja Georgi                                                                    | P       | Märchenfilm |
| 1985 | Die Weihnachtsgans Auguste                                      | Günter Rätz                                                                     | P       | Verfilmung der gleichnamigen Erzählung von Friedrich Wolf |
| 1986 | Evolution                                                       | Lothar Friedrich                                                                | Z       | |
| 1989 | Das Birnenmädchen                                               | Horst J. Tappert                                                                | P       | italienisches Märchen |
| 1990 | Die Spur führt zum Silbersee                                    | Günter Rätz                                                                     | P       | Verfilmung des Romans Der Schatz im Silbersee von Karl May |

## Animationsserien
- Unser Sandmännchen, seit 1959, DDR-Fernsehen
- Filopat und Patafil, 1962–1968
- Feuerwehr Felicitas, 1968–1975
- Spielzeugkiste, 1969–1985
- Mit Jan und Tini auf Reisen, 1970–1990
- Theo und der Arbeitsschutz, 1973–1989
- Rübezahl, 1975–1983